# Fridays For Future
Viernes por el Futuro (en inglés: Fridays for Future o FFF) es un creciente movimiento internacional principalmente estudiantil que se manifiesta para reclamar acción contra el calentamiento global y el cambio climático. El movimiento cobró fuerza cuando la activista sueca Greta Thunberg empezó a manifestarse frente al Parlamento Sueco, durante agosto de 2018.

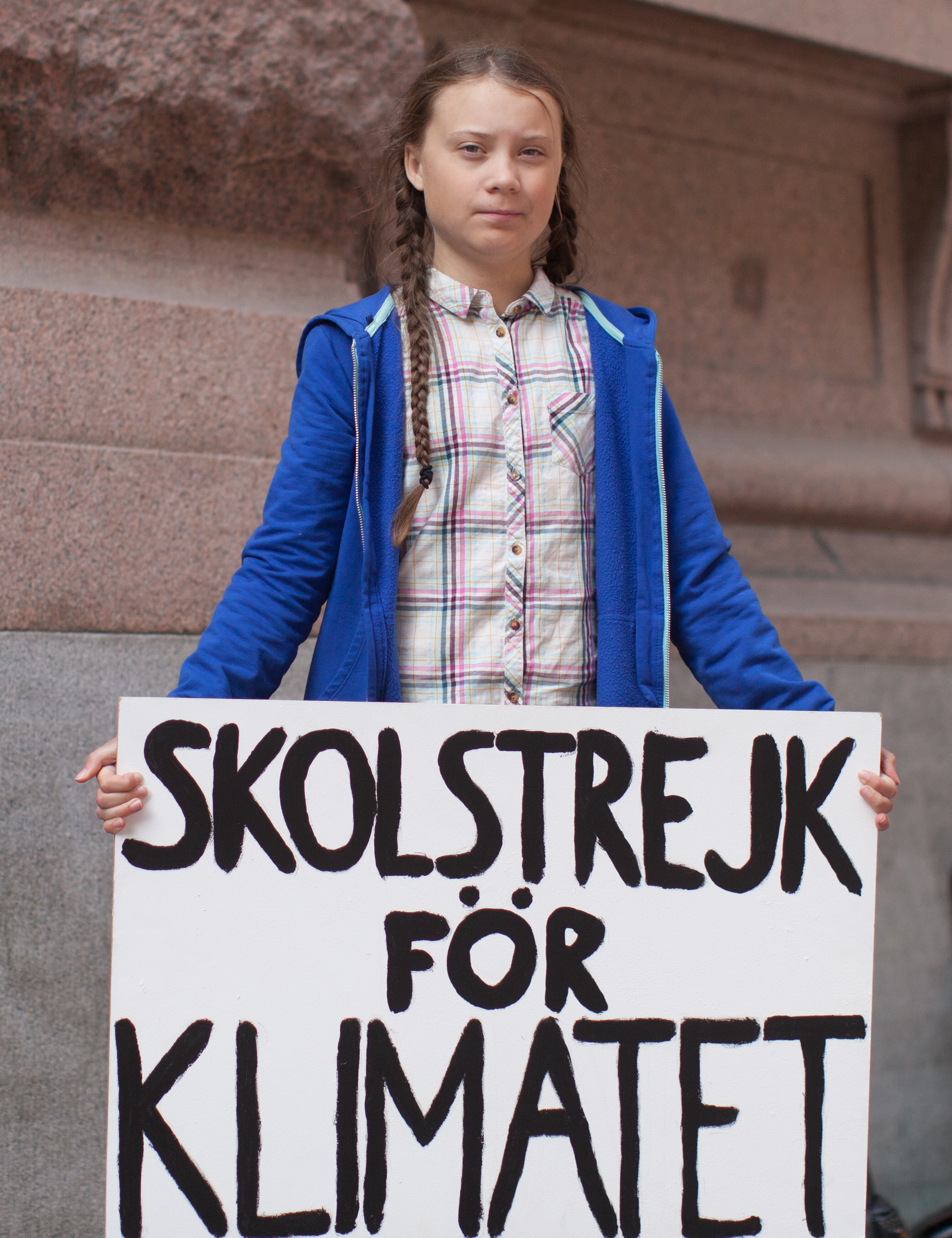
Greta Thunberg delante del parlamento sueco en Estocolmo, donde se la puede ver portando una pancarta con la frase: huelga escolar por el clima ("skolstrejk för klimatet"), agosto de 2018.

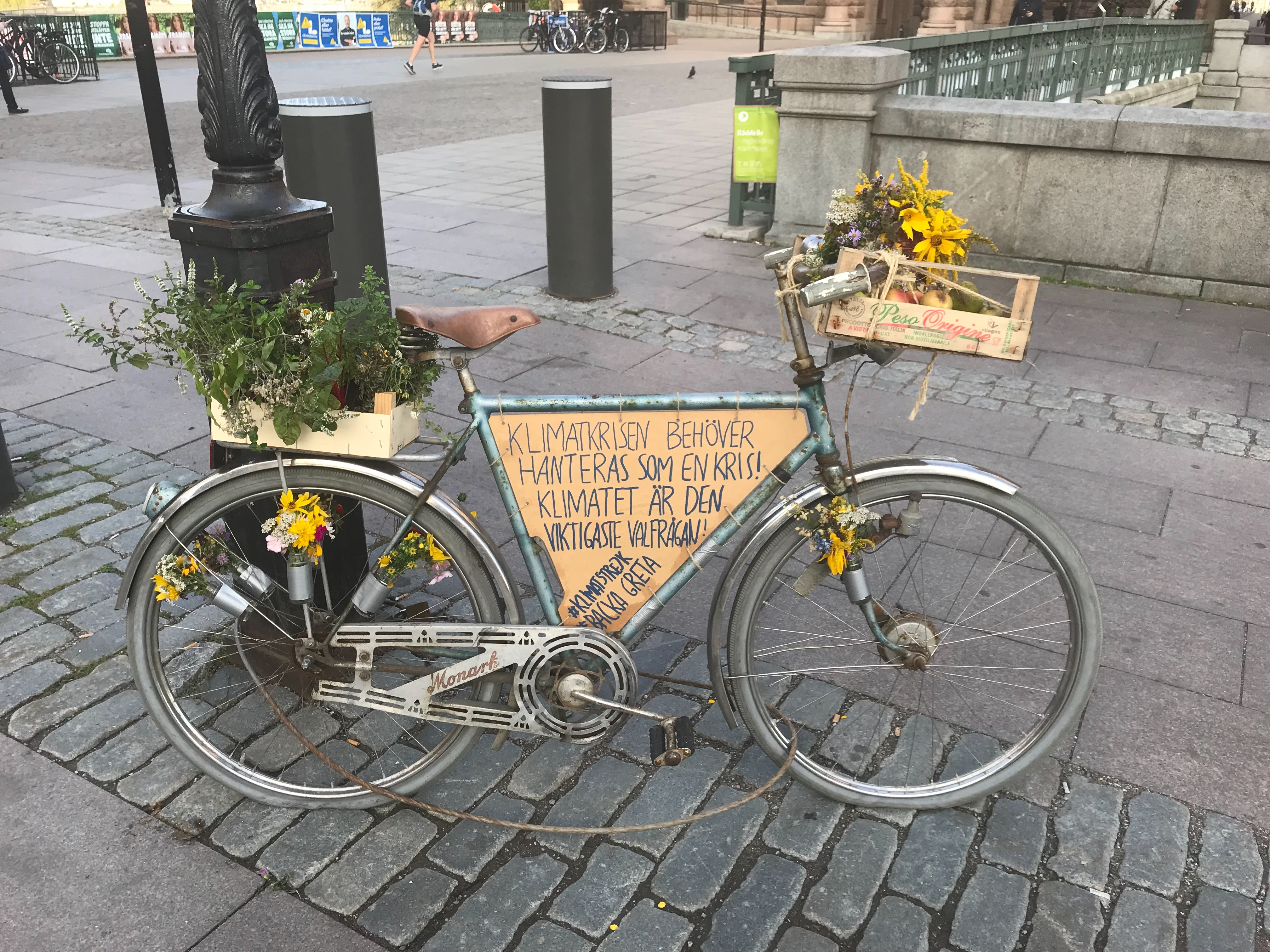
La bicicleta de Greta Thunberg en Estocolmo el 11 de septiembre de 2018: "¡El cambio de clima tiene que ser tratado como crisis! ¡El clima es el tema electoral más importante!"

El 20 de agosto de 2018, la activista sueca Greta Thunberg, entonces en el noveno grado, decidió no ir a la escuela hasta las elecciones generales suecas de 2018 el 9 de septiembre tras una gran incidencia de olas de calor e incendios forestales en Suecia. Thunberg declaró sentirse inspirada por los activistas adolescentes del instituto Marjory Stoneman Douglas en Parkland, Florida, organizadores de la Marcha para Nuestras Vidas. Thunberg protestó sentándose frente al Riksdag todos los días durante horario escolar con un cartel que leía  "Skolstrejk för klimatet" ("huelga escolar por el clima"). Entre sus demandas estaba que el gobierno sueco redujera las emisiones de carbono según lo pactado en el Acuerdo de París. El 7 de septiembre, justo antes de las elecciones generales, anunció que continuaría protestando cada viernes hasta que Suecia se alinease con el Acuerdo de París. Acuñó el eslogan «Viernes por el Futuro», el cual obtuvo atención en todo el mundo, inspirando al alumnado a través del globo para participar en huelgas estudiantiles.

## Manifestaciones principales

### Huelga global por el clima del 15 de marzo de 2019

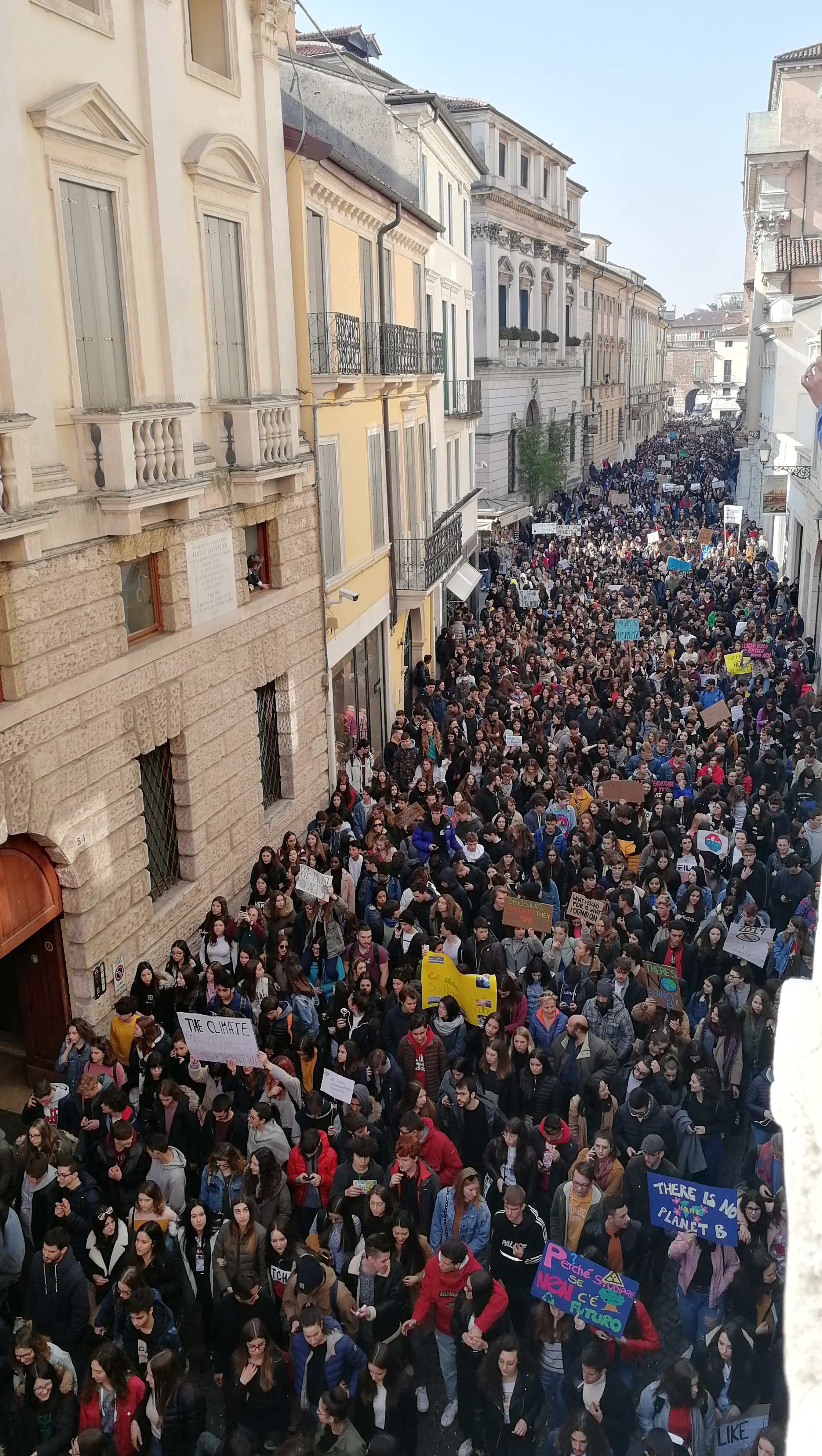
Manifestación en Vicenza, 15 de marzo de 2019

El movimiento promovió una primera gran huelga estudiantil a nivel internacional, la huelga por el clima, que se celebró el 15 de marzo de 2019 y que fue seguida en más de 2000 ciudades por el mundo (58  de ellas  españolas) congregando a más de un millón y medio de manifestantes. 

### Segunda huelga global por el clima del 24 de mayo de 2019
El 24 de mayo de 2019 se celebró una segunda jornada de huelga global por el clima en la que participaron más de un millón de personas y se convocaron manifestaciones en más de 1600 lugares de 125 países.

### Semana global por el clima 20 del 27 de septiembre de 2019

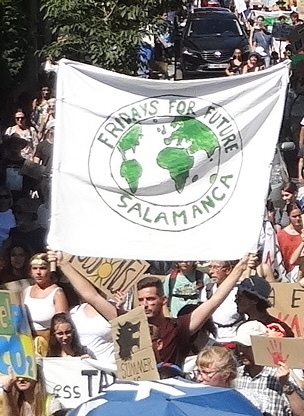
Pancarta de FFF Salamanca, parte de Juventud por el Clima (FFF España).

Juventud por el clima organizó dos grandes huelgas mundiales en septiembre de 2019. Una el 20 de septiembre, tres días antes de la Cumbre sobre la Acción Climática ONU de 2019 que se celebró en Nueva York, y otra la semana siguiente, el día 27. El 27 de septiembre es el aniversario de la publicación de Silent Spring en 1962. Los países y ciudades individuales pudieron organizar huelgas para una o ambas fechas.
Según algunas estimaciones en las movilizaciones del 20 de septiembre participaron alrededor de 4 millones de personas de 185 países en unas 3000 localidades y en las del día 27 alrededor de 2 millones en unas 2400 localizaciones. Combinando ambas fechas (días 20 y 27) se trataría de una de las mayores manifestaciones de la historia.

### Cuarta huelga global por el clima - COP25
Las protestas de 29 de noviembre de 2019, en vísperas de la cumbre del cambio climático COP25, que tuvo lugar en Madrid del 2 al 13 de diciembre, fueron convocadas en al menos 1.700 ciudades y pueblos, según Fridays For Future (FFF). Asimismo en Madrid, sede de la cumbre, tiene lugar el 6 de diciembre de 2019 una manifestación masiva, con una asistencia de medio millón de personas (según los convocantes).

### Campañas
El 13 de enero de 2021, Viernes por el Futuro convoca una nueva protesta llamada: «No más promesas vacías».

### Global Climate Strike 2021
El 24 de septiembre de 2021 se convocaron manifestaciones en más de 1400 localizaciones. Hubo protestas en más de 80 países destacando las manifestaciones de Europa y América. Uno de los lemas utilizados fue "Uproot the system". Greta Thunberg participó en una manifestación en Berlín en la que se dirigió a miles de activistas. En España las concentraciones se celebraron en el contexto del llamado Juicio por el Clima por el que varias organizaciones han demandado al gobierno español.

### Protestas climáticas 2022
En 2022 se organizaron dos huelgas globales por el clima, una el  25 de marzo y otra el 23 de septiembre. Hubo protestas en todos los continentes, casi en medio centenar de localizaciones en septiembre, destacando la de Berlín con más de 30000 asistentes. Ambas compartían el lema “People Not Profit”. Además, el 12 de noviembre en el Estado español tuvo lugar una protesta organizada por Alianza por el Clima, plataforma de la que es parte Fridays For Future (FFF), en la que miles de personas salieron a las calles en varias decenas de ciudades para exigir justicia climática y energética en el marco de la COP27.

### Protestas climáticas 2023
En 2023 tuvieron lugar dos huelgas globales por el clima. La primera fue el 3 de marzo, el objetivo principal de la huelga a nivel internacional fue acabar con la financiación a los combustibles fósiles. Pero en algunas regiones, debido a la cercanía con el Día Internacional de la Mujer (8 de marzo), las manifestaciones mostraron la relación entre la lucha climática y la lucha feminista. La segunda movilización fue el 15 de septiembre, centrada en acabar con los combustibles fósiles.

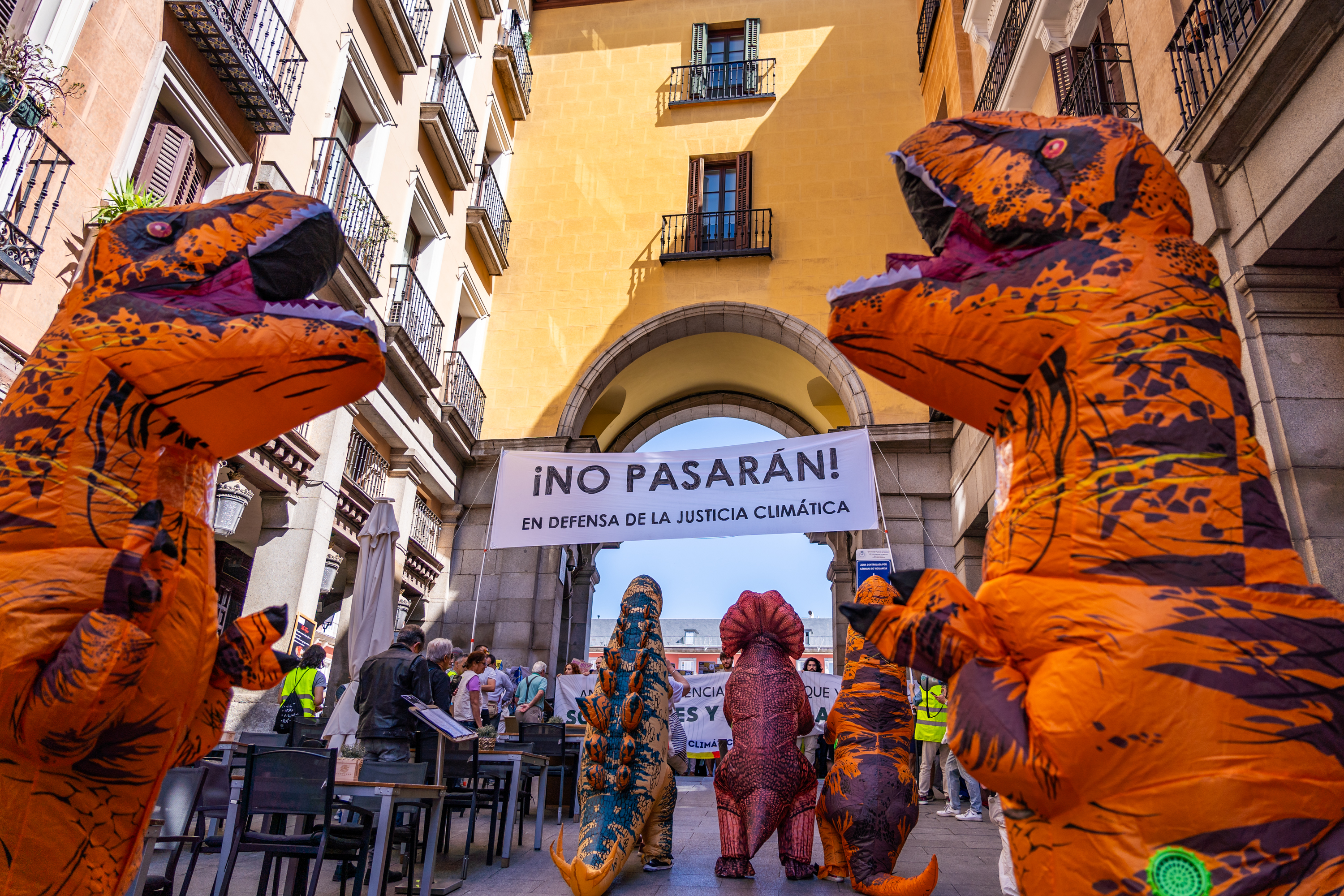
Protesta de Alianza por el Clima el 1 de junio en Madrid.

En España, durante la COP28, tuvo lugar una movilización climática el 3 de diciembre, en la que las manifestantes pedían a sus representantes en la cumbre del clima "soluciones y no declaraciones".

### Protestas climáticas 2024
En 2024 ha tenido lugar una Huelga Global por el Clima, el 19 de abril de 2024. En España, la protesta se centró en la sequía que atravesaba el país, con el hashtag #NuestraCasaSeAbrasa. El 1 de junio, la rama española del movimiento participó en una protesta como parte de la plataforma Alianza por el Clima bajo el lema “En defensa de la justicia climática ¡No pasarán!”.
La Global Strike de Septiembre de este año fue con el lema La Tierra No Se Vende. Demandaba la preservación de los ecosistemas de nuestro territorio y la responsabilidad de las instituciones. Tras la Global Strike llegó octubre y se hizo una campaña de biodiversidad de cara a la COP16 de biodiversidad, que se celebraba en Colombia, para divulgar la crisis de biodiversidad y la defensa de la tierra, especialmente en el sur global. En noviembre fue la COP29 en Azerbaiyán, en España, en respuesta a esta cumbre internacional Alianza por el Clima, de la que es parte Fridays For Future España, se manifestó en apoyo a las afectadas por la Dana de Valencia. 

## Apoyo de científicos

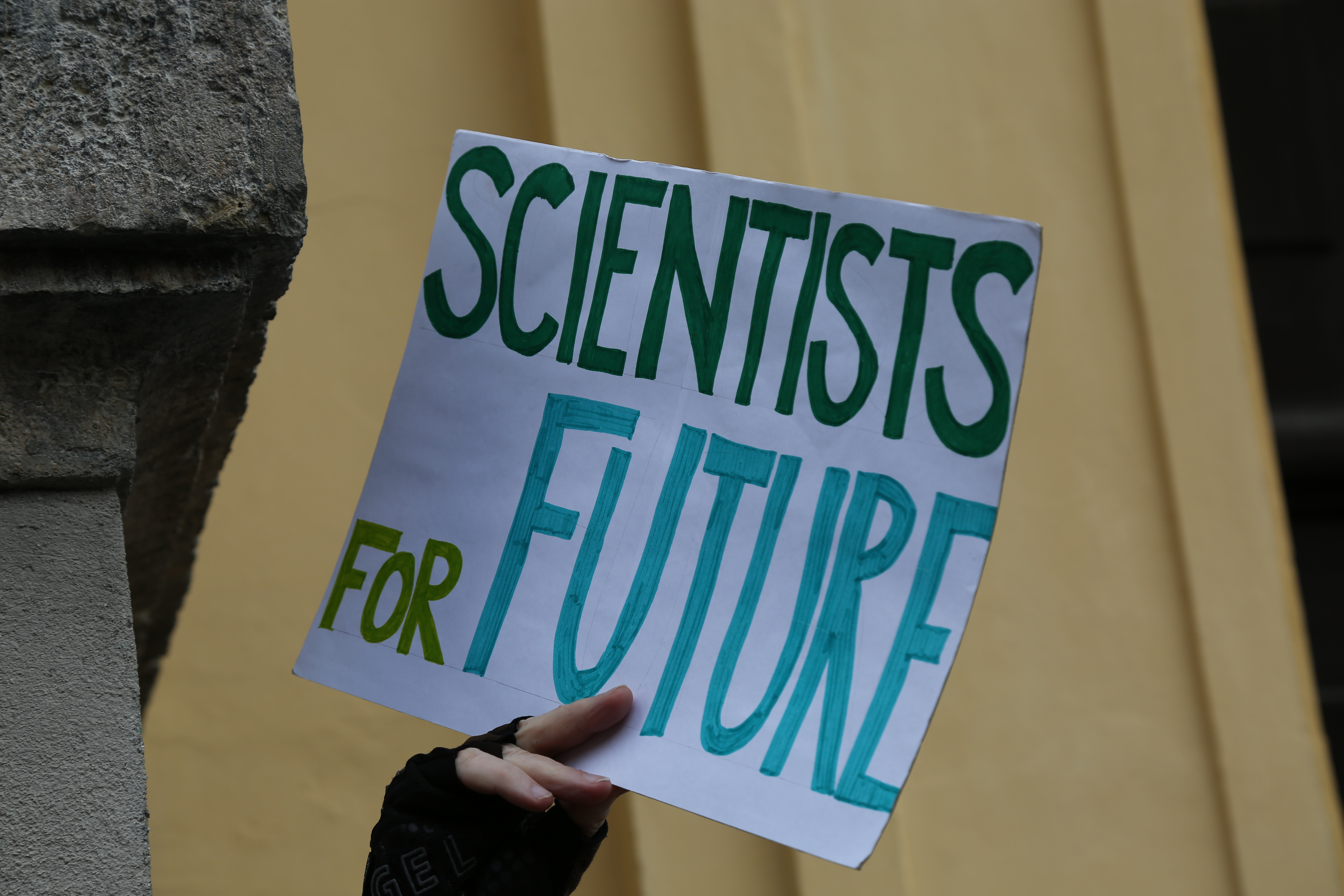
Protesta de Parents and Scientists for Future, 21 de julio de 2019, Munich.

Numerosos científicos apoyan las movilizaciones en favor del clima. En enero de 2019 más de 3400 científicos y académicos firmaron una carta abierta en apoyo de las huelgas en Bélgica. En Alemania, Austria y Suiza un grupo de más de 23000 científicos fundaron Scientists for Future (S4F) en apoyo del movimiento.
El 14 de marzo de 2019, el Club de Roma hizo público su apoyo a Thunberg y a las protestas urgiendo a los gobiernos que respondan a las demandas del movimiento y detengan las emisiones de carbono.
En abril de 2019, la revista Science publicó un documento titulado "Concerns of young protesters are justified" considerando justificadas y basadas en la mejor ciencia disponible las precupaciones del movimiento. Esta carta fue firmada por más de 3000 científicos de todo el mundo.

## Premios
El 7 de junio de 2019 Amnistía Internacional otorgó a Greta Thunberg y al movimiento Viernes por el Futuro el Premio Embajadora de Conciencia. Kumi Naidoo, secretario general de Amnistía Internacional declaró que "La determinación con que jóvenes activistas de todo el mundo nos desafían a afrontar las realidades de la crisis climática nos llena de humildad e inspiración".